# Újpesti Cérnagyár
Az Újpesti Cérnagyár elődjét 1923-ban brit érdekeltségű vállalatként alapították. A 20. század során többféle néven a magyar textilipar egyik meghatározó vállalata volt. Coats Magyarország Kft. néven 2007-ig sikeresen működő cég volt, akkor viszont bezárta itteni üzemeit és áttelepült Romániába.

## Története

### 1922–1941
1922-ben az akkori kereskedelemügyi miniszter tárgyalásokat kezdeményezett a J. and P. Coats Ltd. (Glasgow) által irányított nemzetközi konszern vezetőivel arról, hogy a konszern alapítson cérnagyárat Magyarországon. A beruházás ösztönzésére 15 évi adómentességet és 25–35%-os vámvédelmet, vámmentes pamutbehozatalt ígértek az új vállalkozásnak. A skóciai cég számára előnyösnek számítottak a magyarországi – már akkor is – nagyon alacsony textilipari munkabérek. Abban az időben Magyarországon csak Nagyatádon működött cérnagyár, az osztrák Mez Rt. leányvállalataként.
A 100%-ban brit tulajdonban álló, Angol-Magyar Cérnagyár Rt. néven 1923-ban megalakult társaság a gróf Károlyi László káposztásmegyeri birtokának egy részét képező, a Duna mellett elterülő 25 400 négyszögöl területen 1924-ben meg is kezdte és 1926-ra befejezte az építkezést Újpesten, a mai Külső Váci út 91. szám alatt. Az új gyárat 1926. április 22-én avatták fel, ekkor már teljes kapacitással, 800 munkással dolgozott. A gyár felépítésének irányításával az ugyancsak a Coats konszernhez tartozó, 1901-ben alapított Pozsonyi Cérnagyár Rt. igazgatóját, Bodó Albertet bízták meg. A gyár berendezéseit a konszern más gyáraiból hozták Magyarországra. Teljes vertikumot alakítottak ki: pamutfonoda, csévélő, cérnázó, fehérítő és festöde üzemrész működött a gyárban. A gyártáshoz főleg egyiptomi gyapotot használtak. A gyár termékeit (varró- és kézimunkacérnákat) teljes egészében a hazai piacon hozták forgalomba.
A cég 1932-ben a Mez Rt.-vel közös kereskedelmi irodát alapított és 1934-ben a Coats konszern megvásárolta a Mez Rt.-t is, ahol jelentős korszerűsítést, termelésbővítést hajtottak végre.

### 1941–1949
Amikor Magyarország 1941-ben belépett a háborúba, a brit tulajdonosok és itt dolgozó szakembereik elhagyták az országot. A gyár elnevezését 1942-ben Első Magyar Cérnagyár Rt.-re változtatták. A háborús időkben a vállalat haditermelést folytatott. Szerencsés módon a gyárat semmiféle károsodás nem érte a harci cselekmények során, de a németek 1944 decemberében fel akarták robbantani a gyárkéményt, hogy annak romjaival eltorlaszolják a Váci utat az előretörő Vörös Hadsereg elől, azonban erre már nem volt idejük. Újpest 1945. január 10-én szabadult fel, ettől kezdve a brit tulajdonosok visszatértéig szovjet katonai parancsnok irányította a gyárat. Az 1945 telén bekövetkezett dunai jeges árvíz a gyárban is nagy károkat okozott.
Amikor újra megindulhatott a termelés, a gyár nyersanyaghiánnyal küszködött. Ezt a problémát a Szovjetunió számára végzett bérmunka oldotta meg – ami akkor az egész magyar textiliparra jellemző volt –: a nyersanyagot a Szovjetunió adta, viszont a készterméket oda kellett visszaszállítani. 1945 novemberében azután visszatértek a skóciai tulajdonosok és újra átvették a gyár irányítását. A termelés szovjet, majd angol bérmunka-megrendelések alapján folyt tovább.

### 1949–1989
A céget 1949. december 28-án államosították és ekkor vette fel az Újpesti Cérnagyár nevet. 1200-an dolgoztak ekkor a gyárban. Ezzel párhuzamosan államosították és önállósították a nagyatádi gyárat is, amely Nagyatádi Kézimunkafonal Gyár néven működött tovább 1953-ig, amikor ismét az Újpesti Cérnagyárhoz csatolták. Megnehezítette az új állami vállalat munkáját, hogy korábban Glasgow-ból irányították a teljes termelést, a technológiát ott dolgozták ki és a legapróbb részletekig előírtak mindent, anélkül, hogy a gyártási titkokat átadták volna. Ezért az új vezetőségnek „újra kellett tanulnia” a gyártás minden csínját-bínját. Az évek során azonban sikerült a gyártást jelentős mértékben felfejleszteni és 1960-ban megkezdték a nagyatádi telep rekonstrukcióját is, magyar gyártmányú (!) gyűrűs-cérnázógépekkel
1963. július 1-jén az iparvezetés létrehozta a Pamutfonóipari Vállalatot (PFV), amelyben összevonták a Lőrinci, a Miskolci és a Kaposvári Fonodát, valamint az Újpesti Cérnagyárat nagyatádi telepével együtt. Az összevonás célja az anyagi és szellemi erők koncentrálása volt. 1963 és 1966 között a PFV akkor igen nagy összeget, 57 millió forintot fordított az Újpesti Cérnagyár és a nagyatádi telep gépparkjának és infrastruktúrájának korszerűsítésére. Ennek eredményeként igen jelentősen emelkedett a termelés és az export tevékenység, amelyben a Közel-Keletre, Észak- és Dél-Amerikába, Indiába stb. irányuló export is jelentős szerepet töltött be. Az 1969-ben, az ún. textilipari rekonstrukció idején kezdődött beruházások a gyártás jelentős korszerűsítését, új technológiák (pl. a szintetikus szálú varrócérnák) bevezetését tették lehetővé a cérnagyártásban is.

### 1989–2007
Az 1989-ben kezdődött rendszerváltás a magyar textiliparban nagy horderejű változásokat hozott. Egyebek között a Pamutfonóipari Vállalat is a hozzá tartozó vállalatokkal együtt 1992-ben részvénytársasággá alakult, az Állami Vagyonügynökség (ÁVÜ) 75,9%-os tulajdoni hányadával. Egyben történő privatizációja reménytelen volt, ezért az Állami Vagyonügynökség a gyárankénti privatizáció mellett döntött. Erre az 1995–1996-os években került sor. Az Újpesti Cérnagyárat azonban már 1990-ben kivásárolta a korábbi tulajdonos, a Coats, és így az tovább folytathatta eredeti tevékenységét, természetesen a korábbinál sokkal magasabb színvonalon, a legkorszerűbb termékek előállításával és forgalmazásával. A Coatsnak a világ számos országában vannak gyárai és ezek között az újpesti Coats Magyarország Kft. (teljes nevén: Coats Magyarország Cérnagyártó és Értékesítő Kft.) igen fontos szerepet töltött be. A magyar leányvállalat megvásárolta a nagyatádi gyárat is, ez is a társaság részét képezi.
Sajnos a 2000-es években a folyamatosan emelkedő költségek miatt már gazdasági nehézségekkel kellett megküzdenie a Coats Magyarország Kft.-nek. 2007-ben bezárta kaposvári üzemét és 200 dolgozóját el kellett bocsátania. 2022 decemberében azután már a budapesti gyárban is beszüntette termelő tevékenységét és azóta csak mint kereskedelmi cég működik tovább. A Coats a termelő tevékenységet Romániába telepítette át, ahol már 1995 óta működik üzeme.

## Képtár

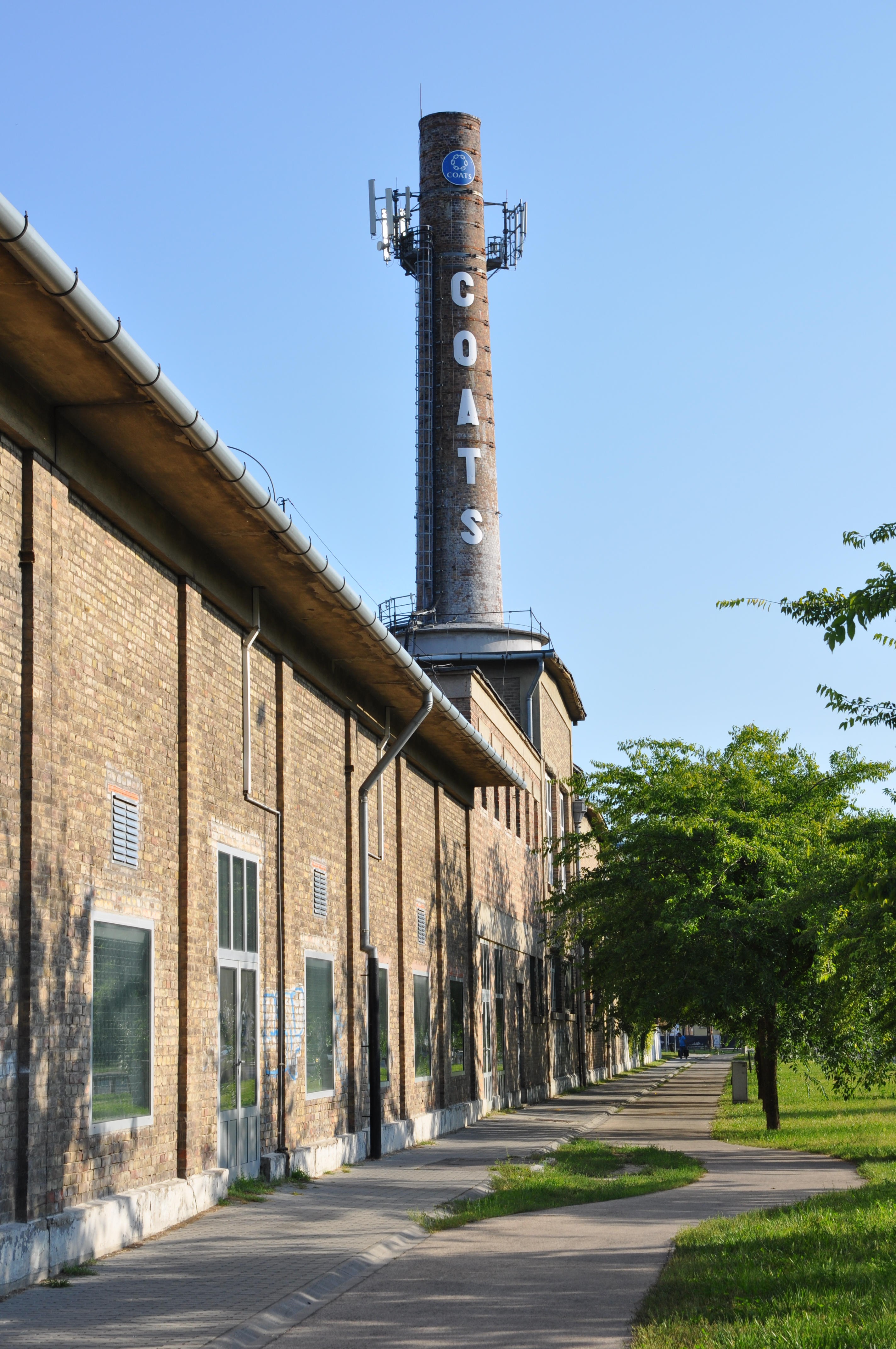
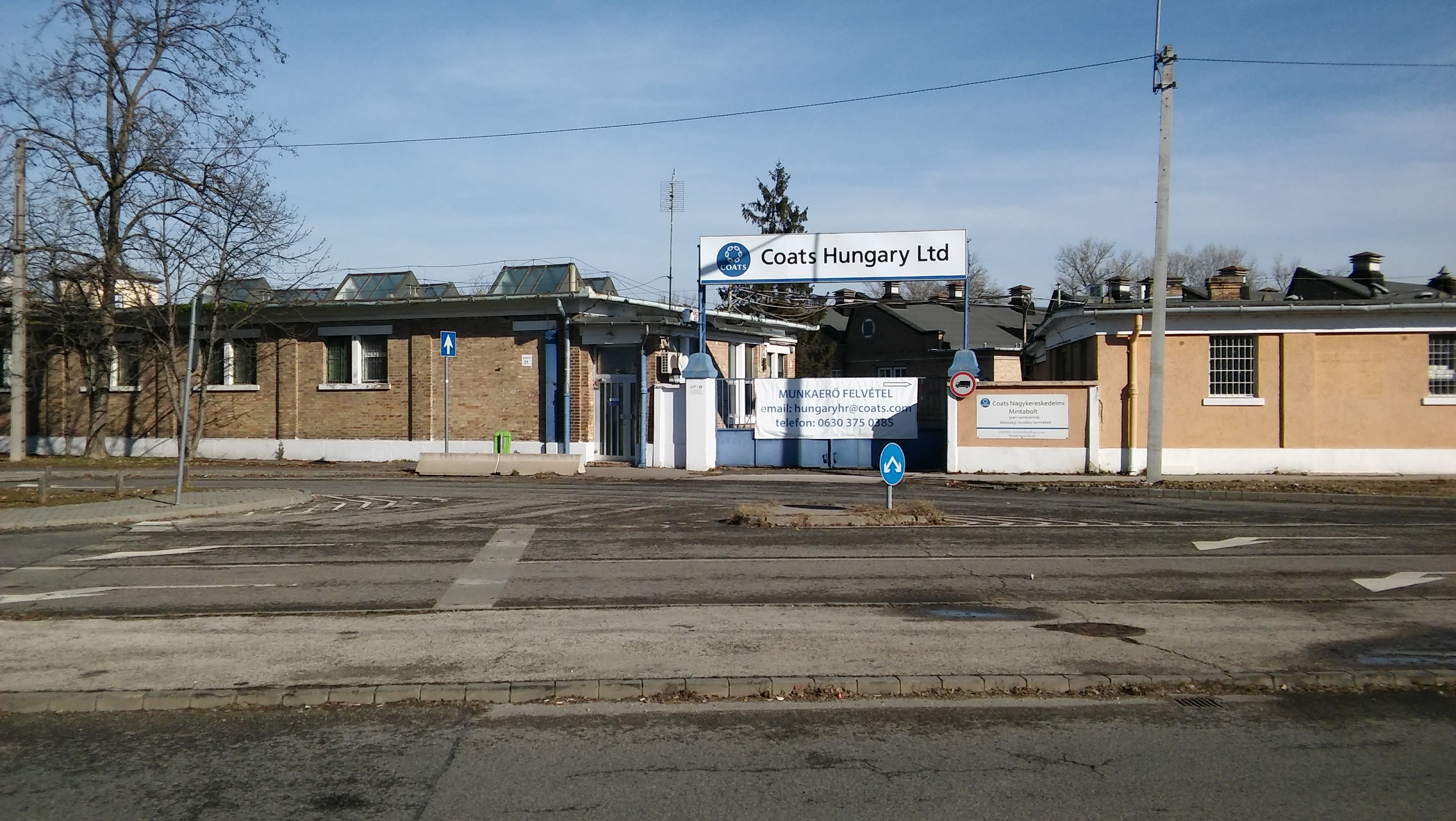
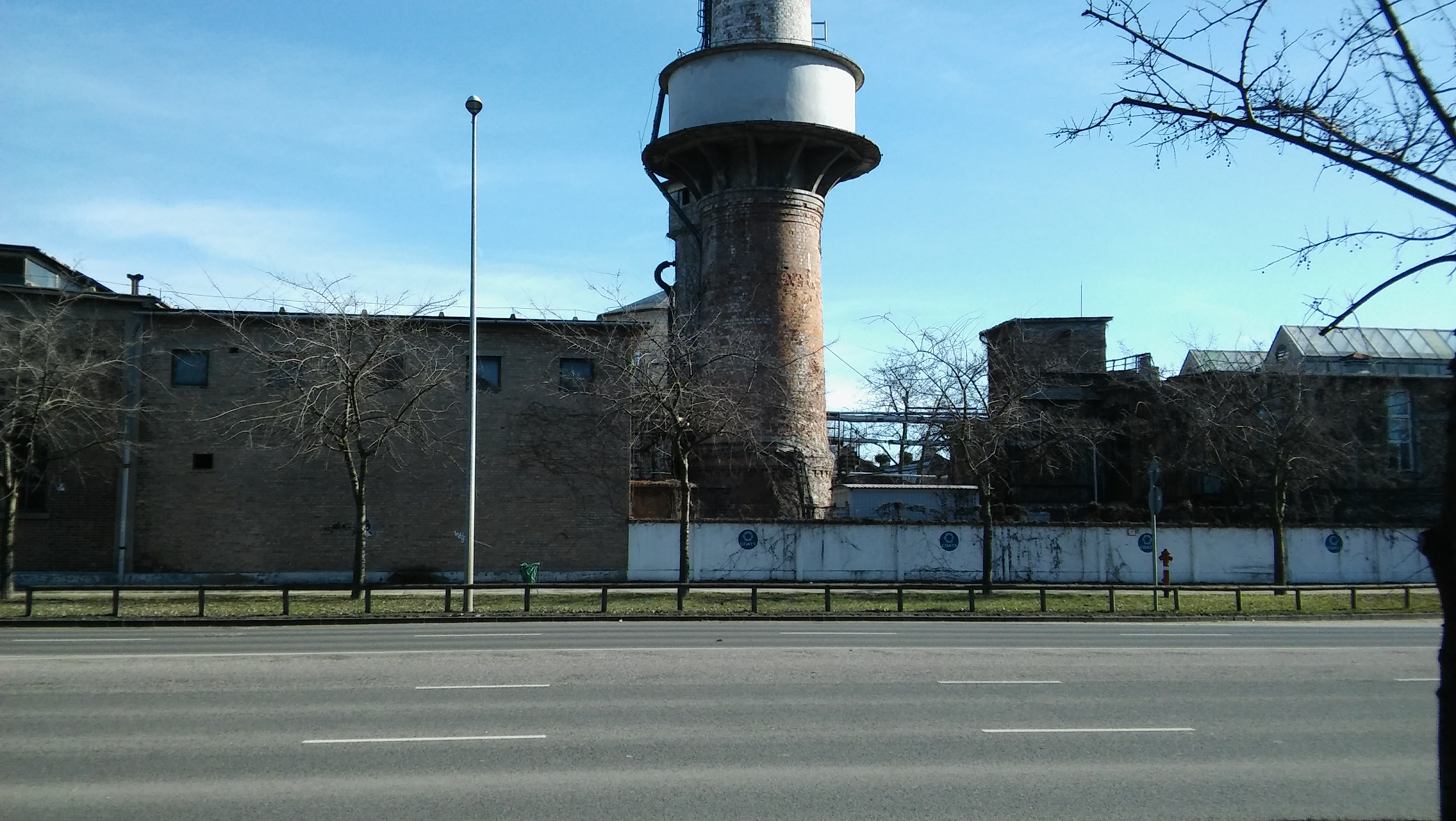
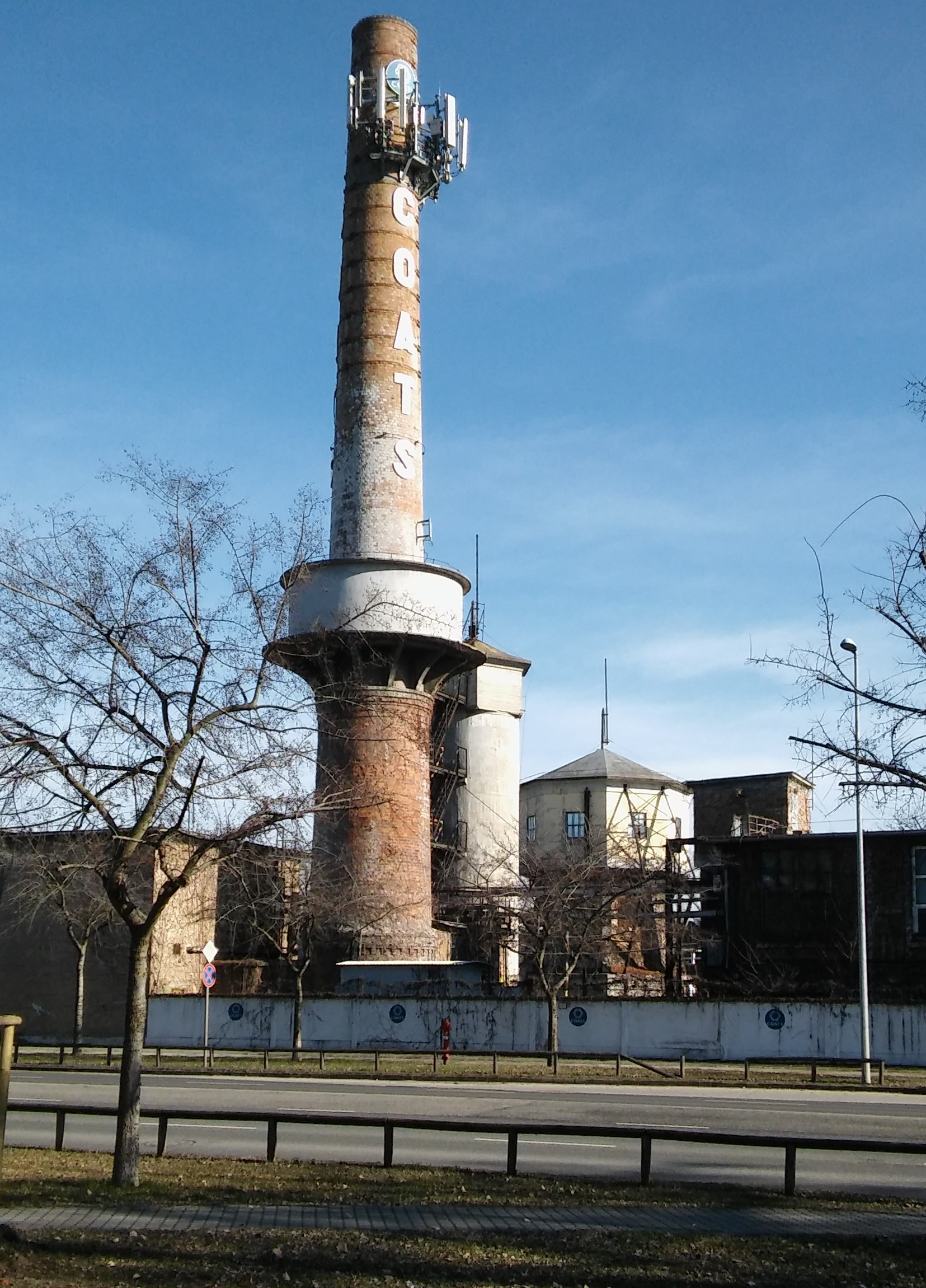
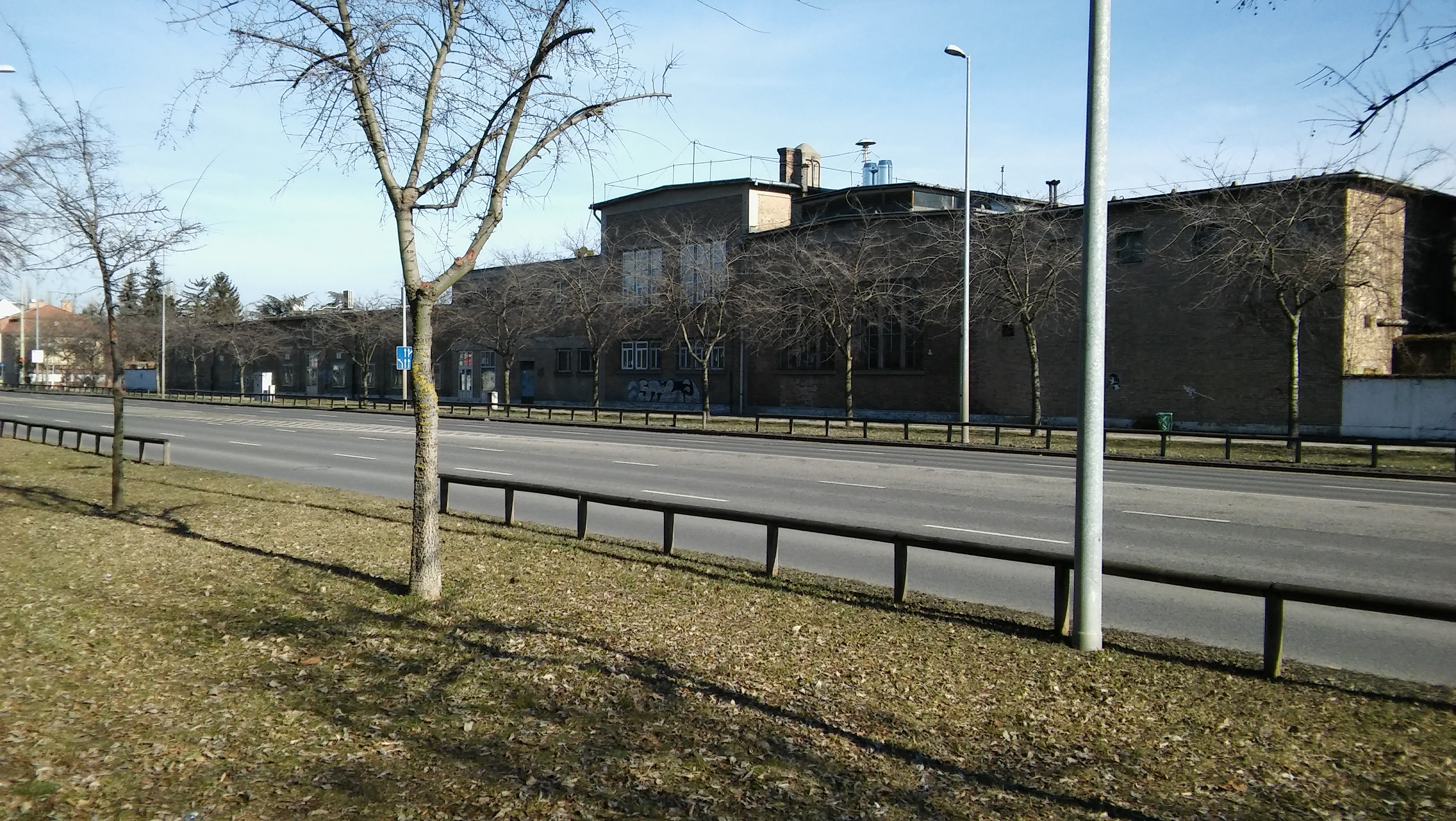

## További információ
- Első Magyar Cérnagyár Rt., Budapest lexikon. Budapest: Akadémiai Kiadó (1993). ISBN 963 05 6409 2
- Coats Magyarország Kft. – Bemutatkozás. (Hozzáférés: 2017. április 9.)